# USS Hemminger (DE-746)
USS Hemminger (DE-746) là một tàu hộ tống khu trục lớp Cannon từng phục vụ cùng Hải quân Hoa Kỳ trong Chiến tranh Thế giới thứ hai. Nó là chiếc tàu chiến duy nhất của Hải quân Hoa Kỳ được đặt cái tên này, theo tên Thiếu úy Hải quân Cyril Franklin Hemminger (c. 1902-1942), người từng phục vụ trên tàu tuần dương hạng nặng Astoria (CA-34) và đã tử trận trong trận chiến đảo Savo vào ngày 9 tháng 8, 1942. Nó đã phục vụ cho đến khi chiến tranh kết thúc, xuất biên chế năm 1946, nhưng được huy động trở lại vào năm 1950 và tiếp tục phục vụ cho đến năm 1958. Con tàu được chuyển cho Hải quân Hoàng gia Thái Lan năm 1952 và tiếp tục phục vụ như là chiếc Pin Klao (DE-1/DE-3/413). Tính đến  ngày 14 tháng 3 năm 2022, nó là chiếc tàu hộ tống khu trục lớp Cannon duy nhất còn hoạt động.

## Thiết kế và chế tạo
Lớp Cannon có thiết kế hầu như tương tự với lớp Buckley dẫn trước; khác biệt chủ yếu là ở hệ thống động lực Kiểu DET (diesel electric tandem). Các động cơ diesel đặt nối tiếp nhau dẫn động máy phát điện để cung cấp điện năng quay trục chân vịt cho con tàu. Động cơ diesel có ưu thế về hiệu suất sử dụng nhiên liệu, giúp cho lớp Cannon cải thiện được tầm xa hoạt động, nhưng đánh đổi lấy tốc độ chậm hơn.
Vũ khí trang bị bao gồm ba pháo 3 in (76 mm)/50 cal trên tháp pháo nòng đơn có thể đối hạm hoặc phòng không, một khẩu đội pháo phòng không Bofors 40 mm nòng đôi và tám pháo phòng không Oerlikon 20 mm. Vũ khí chống ngầm bao gồm một dàn súng cối chống tàu ngầm Hedgehog Mk. 10 (có 24 nòng và mang theo 144 quả đạn); hai đường ray Mk. 9 và tám máy phóng K3 Mk. 6 để thả mìn sâu. Con tàu vẫn giữ lại ba ống phóng ngư lôi Mark 15 21 inch (533 mm). Thủy thủ đoàn đầy đủ bao gồm 15 sĩ quan và 201 thủy thủ.
Hemminger được đặt lườn tại xưởng tàu của hãng Western Pipe and Steel Company ở Los Angeles, California vào ngày 8 tháng 5, 1943. Nó được hạ thủy vào ngày 12 tháng 9, 1943, được đỡ đầu bởi bà Sue Frances Hemminger, vợ góa Thiếu úy Hemminger, và nhập biên chế cùng Hải quân Hoa Kỳ vào ngày 30 tháng 5, 1944 dưới quyền chỉ huy của Hạm trưởng, Thiếu tá Hải quân John R. Bodler.

## Lịch sử hoạt động

### USSHemminger

#### 1944 -1946
Sau khi hoàn tất việc chạy thử máy dọc theo vùng bờ Tây Hoa Kỳ, Hemminger đi đến Trân Châu Cảng vào tháng 8, 1944, và tham gia vào việc huấn luyện tàu ngầm cho hoạt động tuần tra trong chiến tranh. Nó cũng tiến hành tuần tra trong khu vực giữa quần đảo Hawaii và Eniwetok, cũng như hoạt động trong thành phần một đội tìm-diệt tàu ngầm. Đang khi cùng tàu sân bay hộ tống Corregidor (CVE-58) và Đội hộ tống 53 thực hiện một chuyến tuần tra tìm-diệt như vậy vào ngày 28 tháng 2, 1945, nó được cho tách ra để tham gia vào hoạt động tìm kiếm Trung tướng Millard Harmon, khi máy bay chở vị Tư lệnh Không lực Lục quân khu vực Thái Bình Dương bị mất tích trên biển; mọi nỗ lực tìm kiếm đã không mang lại kết quả.
Sau khi hoạt động tuần tra tại khu vực quần đảo Marshall, Hemminger lên đường vào ngày 30 tháng 4 để hộ tống một đoàn tàu tiếp liệu đi đến Okinawa, nơi xung đột đang tiếp tục diễn ra cam go. Từ ngày 16 tháng 5 đến ngày 20 tháng 6, nó phục vụ trong thành phần hộ tống một đội tàu sân bay cho nhiệm vụ vô hiệu hóa Sakishima Gunto và hỗ trợ cho lực lượng trên bộ tại Okinawa, cũng như tiến hành không kích xuống các mục tiêu đối phương trên đảo Kyūshū.
Hemminger gia nhập trở lại Đội hộ tống 53 và cùng với tàu sân bay hộ tống Kassan Bay (CVE-69) hoạt động tuần tra tìm-diệt tàu ngầm tại khu vực phụ cận Guam và Eniwetok, cho đến khi Nhật Bản chấp nhận đầu hàng vào ngày 15 tháng 8 giúp kết thúc cuộc xung đột. Nó lên đường đi Philippines vào ngày 27 tháng 9, rồi thực hiện hành trình quay trở về Hoa Kỳ, đi ngang qua Saipan, Trân Châu Cảng, San Diego, California và kênh đào Panama trước khi đi đến Norfolk, Virginia vào ngày 2 tháng 12. Con tàu hướng xuống phía Nam, hoạt động huấn luyện tại Green Cove Springs, Florida, cho đến khi được cho xuất biên chế vào ngày 17 tháng 6, 1946, và đưa về thành phần dự bị thuộc Hạm đội Dự bị Đại Tây Dương.

#### 1950 - 1958
Cho dù trên danh nghĩa vẫn nằm trong thành phần dự bị, Hemminger vẫn tham gia hoạt động huấn luyện cùng Quân khu Hải quân 3. Nó được cho tái biên chế trở lại vào ngày 1 tháng 12, 1950, tiến hành các hoạt động thường lệ dọc theo vùng bờ Đông Hoa Kỳ, xen kẻ với các chuyến đi huấn luyện nhân sự Hải quân Dự bị đến vùng biển Canada và Caribe. Một chuyến đi huấn luyện dự bị vào tháng 6, 1952 đã đưa con tàu đi sang Lisbon, Bồ Đào Nha; và trong những dịp khác con tàu đã từng ghé viếng thăm Rouen, Pháp; Barranquilla, Colombia; Cádiz, Tây Ban Nha và New Orleans, Louisiana.
Hemminger còn tham gia nhiều đợt tập trận hạm đội, bao gồm hoạt động huấn luyện phối hợp với chiếc tàu ngầm TCG Gür (S 334) của Thổ Nhĩ Kỳ vào tháng 8, 1954. Đến ngày 23 tháng 11, 1957, nó di chuyển từ Little Creek, Virginia đến Xưởng hải quân New York để chuẩn bị ngừng hoạt động, rồi được cho xuất biên chế một lần nữa vào ngày 21 tháng 2, 1958, tiếp tục được đưa về Hạm đội Dự bị Đại Tây Dương.

### HTMSPin Klao
Hemminger được chuyển cho Thái Lan vào ngày 22 tháng 7, 1959 trong khuôn khổ Chương trình Viện trợ Quân sự, và phục vụ cùng Hải quân Hoàng gia Thái Lan như là chiếc HTMS Pin Klao (DE-1/DE-3/413). Tên nó được cho rút khỏi danh sách Đăng bạ Hải quân vào ngày 3 tháng 9, 1974. Con tàu vẫn còn đang hoạt động Tính đến  ngày 14 tháng 3 năm 2022, trở thành chiếc tàu hộ tống khu trục lớp Cannon duy nhất còn hoạt động sau gần 80 năm.

## Phần thưởng
Nguồn: Navsource Naval History
|  |  |  |
|  |  |  |

| Huân chương Chiến dịch Hoa Kỳ                 |                                      |                                       |
| Huân chương Chiến dịch Châu Á-Thái Bình Dương | Huân chương Chiến thắng Thế Chiến II | Huân chương Phục vụ Phòng vệ Quốc gia |